# タウノ・パロ
タウノ・ヴァルデマール・パロ（フィンランド語: Tauno Valdemar Palo、1908年10月25日 - 1982年5月24日）はフィンランドの俳優、歌手。一部でフィンランド映画の黄金時代と考えられた時代に活躍した。
ペテル・フォン・バグフは「スウェーデンとフィンランド映画のガイド」にて、パロを最も有名で愛されている、かつフィンランド映画における疑いもなく最も偉大な俳優であると評価している。パロは軽く若々しい魅力を重厚な演技と結合したという。
出演した映画のうち、最も有名なのがKulkurin valssi（「バガボンドのワルツ」）とVaimokeとされている。彼は女優のビルジット・クロンストロムとともに1941年のラブコメディ映画Onnellinen ministeri（「嬉しい大臣」）に出演、映画の劇中歌街中の男の歌はカトリ・ヘレナをはじめとした多くの歌手にカバーされた。

## 生涯
パロの出生時の名前はタウノ・ブランナス（Tauno Brännäs）だったが、1935年にタウノ・パロに改名した。彼は薬剤師となるための教育を受けたほか、軍にも従軍した。彼の友達が彼を招いてソルナイネンの労働組合の映画に出演させた。映画監督兼俳優のアールネ・オリャツァロが彼の指導者になった。パロはそのいい声もあり注目を受け、1931年には映画スタジオのオーディションに招かれた。そして、サイレント映画の時代がついに終わると、パロが大ブレイクする舞台が整った。
パロは1932年に薬剤師の職を辞めた。彼はフィンランド国立劇場に招聘されたが、映画スターとして有名だったため舞台では逆に信用されず、脇役しかもらえなかった。
アンサ・イコネンはパロが主演俳優を務めた映画のうち12本で主演女優を務め、ほかにも多くの戯曲や巡回演出でカップル役を演じた。そのため、大衆の目には2人が最もロマンチックなカップルに見えたが、現実の2人は恋愛関係になかった。
パロは300以上の役を演じており、65本の長編映画に出演した。また、第二次世界大戦以前には出演したミュージカル映画の歌を録音して発売したが、第二次世界大戦を境に止まり、1967年にようやく再開した。

## 出演した映画
- Jääkärin morsian (1931) - 当時、出生名のタウノ・ブランナスを使用した
- Kaikki rakastavat (1935)（「誰もが愛をする」、ラブコメディ）
- Vaimoke (1936)
- Kulkurin valssi (1941)（「バガボンドのワルツ」）
- Rosvo-Roope (1949)（「盗っ人のローペ」）
- Se alkoi sateessa (1953)
- 無名戦士（英語版） (1955)
- Tulipunainen kyyhkynen (1961) - 最後に大役を演じた映画

## 戯曲での演出
括弧内は演じたキャラの名前。
- アントン・チェーホフ：ワーニャ伯父さん（アーストロフ医師）
- アレクシス・キヴィ：七人兄弟（英語版）（ユハニ）
- ヘンリック・イプセン：人形の家（ドクトル・ランク）
- テネシー・ウィリアムズ：欲望という名の電車（スタンリー・コワルスキー）
- ゲオルク・ビューヒナー：ダントンの死（ジョルジュ・ダントン）
- ヨセフ・ユリウス・ヴェックセル（英語版）：ダニエル・ヒョルト（オラヴィ）[5]

## 音楽
- Tuulikki 1934 (Odeon A 228258) - ワルツ
- Tuohinen sormus 1934 (Odeon A 228282) - ジェンカ
- Syksyn tullessa 1935 (Odeon A 228327) - ワルツ
- Mieheke 1936 (Odeon A 228359) - ジェンカ
- Marjatta 1936 (Odeon A 228360) - タンゴ
- Sinä semmoinen, minä tämmöinen 1936 (Odeon 228370) - ジェンカ
- Nuoruuden sävel 1940 (Odeon A 228590) from film SF-paraati
- Tauno Palo & Ansa Ikonen: Pot-pot-pot 1940 (Odeon A 228590) from film SF-paraati
- Näenhän valoisan taivaan 1940 (Odeon A 228615) from film SF-paraati
- Soittoniekka 1942 (Columbia DY 386) - バラード
- Ruusu on punainen 1967 (RCA FAS 985) - comeback with a German schlager arranged by Aarno Raninen
- Rosvo-Roope 1968 (RCA EPS 222) - finally recorded melody from eponymous film
- Tauno Palo & Ansa Ikonen: Ansa & Tauno 1974 (Kiss RPLP 5007) - LP, including Kulkurin valssi

## ギャラリー

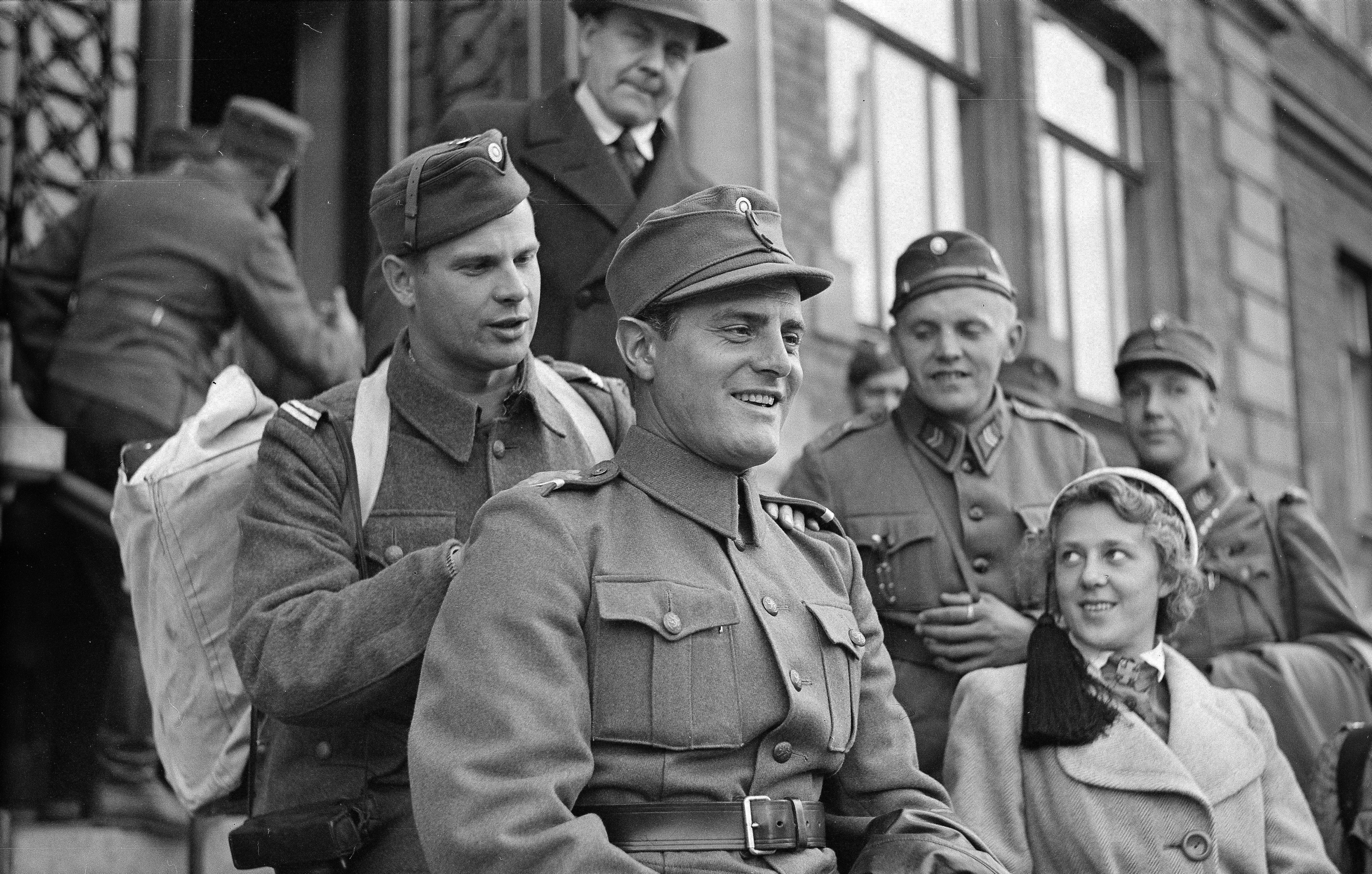
1941年のパロ
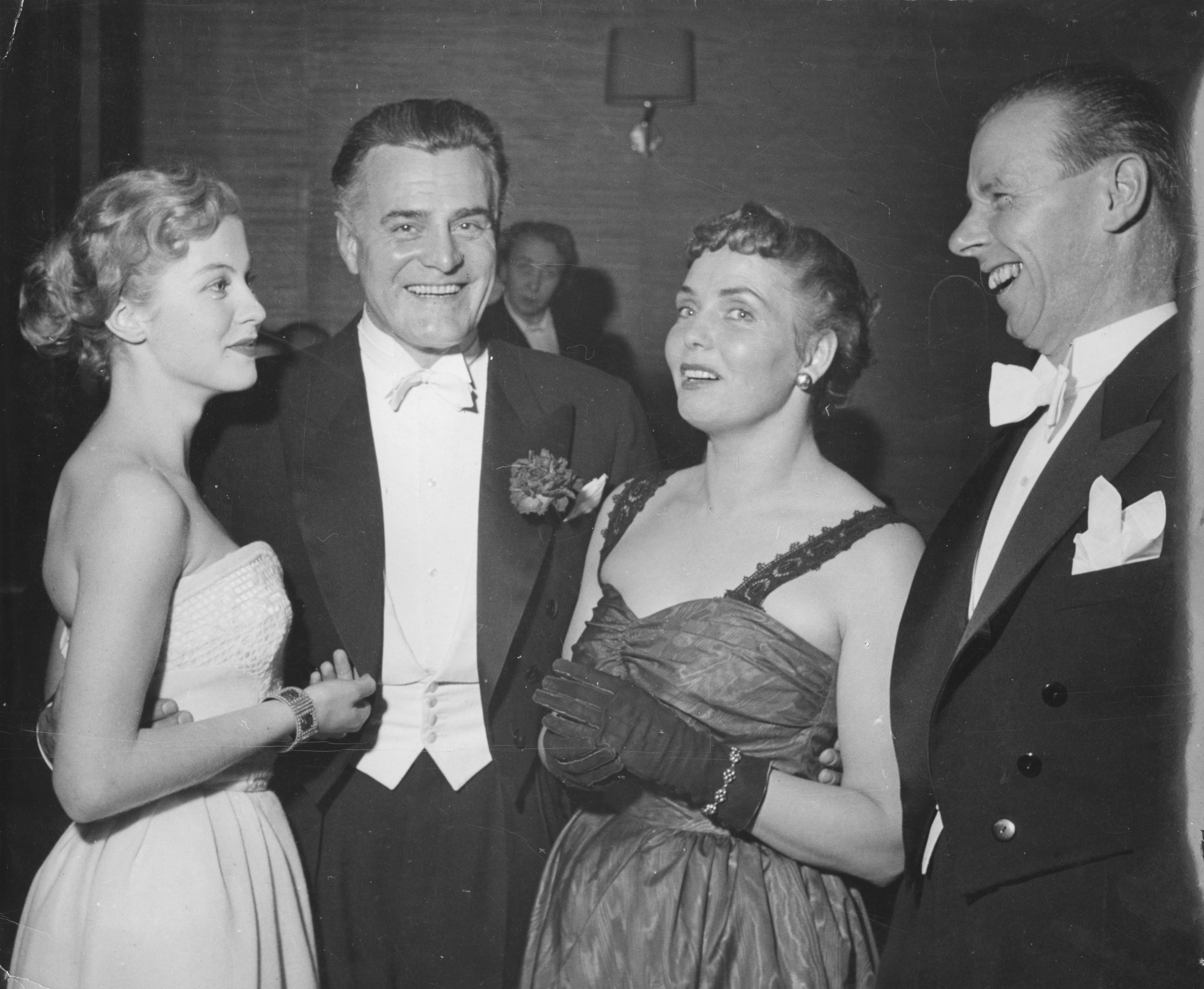
1952年11月8日、ユッシ賞の授賞式にて。パロは左から2人目。
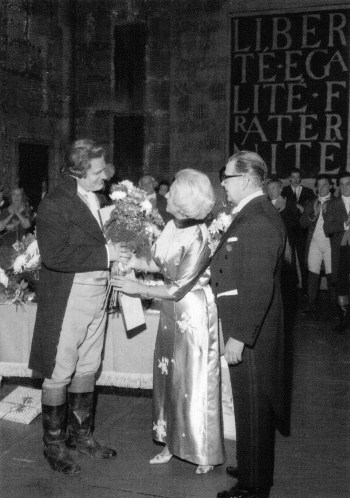
1963年秋、パロ（左）の俳優生涯35周年記念にて。中央の女性がアンサ・イコネンである。